# Jugoslawischer Dinar
Der jugoslawische Dinar (Abkürzung: Din) war die Währung des Königreiches Jugoslawien, der Sozialistischen Föderativen Republik Jugoslawien und der Bundesrepublik Jugoslawien bis 2003, wobei er bis dahin mehrmals Form und Wert änderte. Er war in 100 Para unterteilt.

## Geschichte

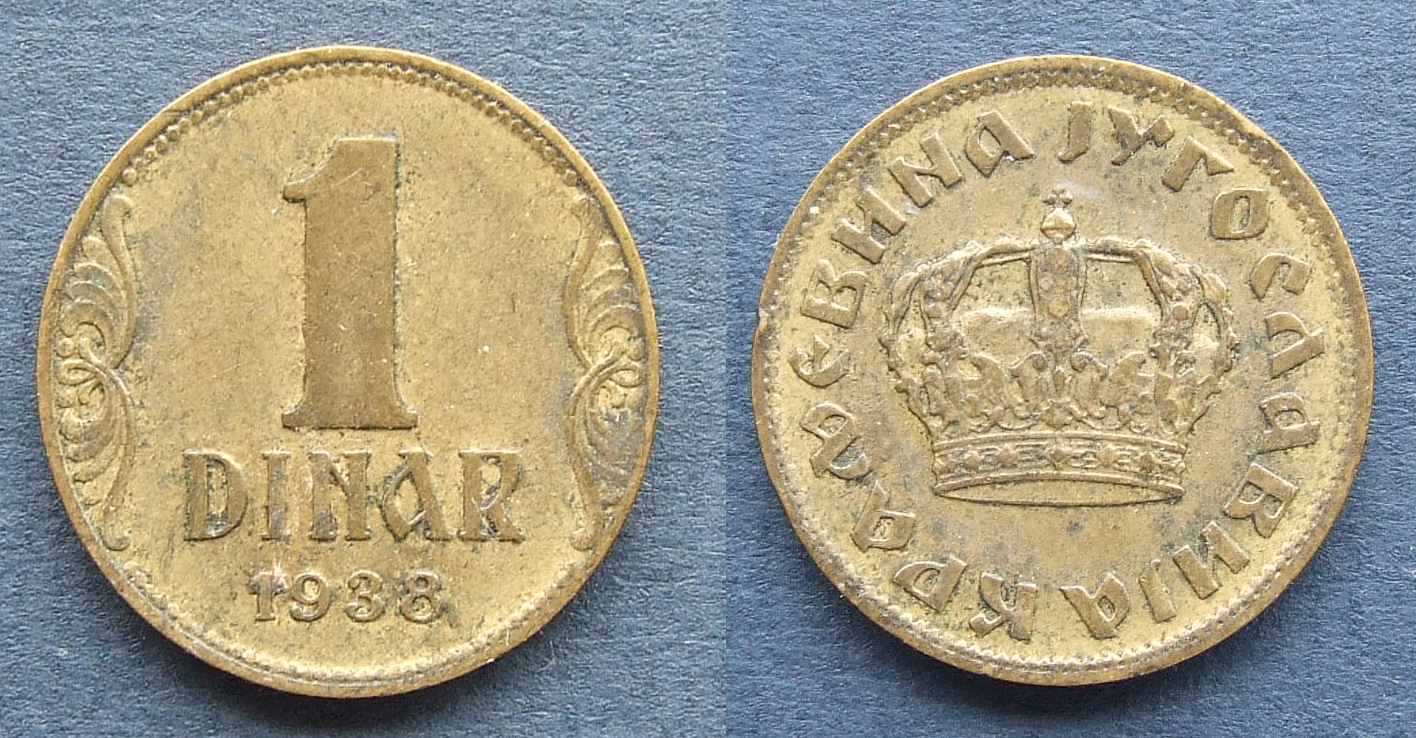
1-Dinar-Münze mit der jugoslawischen Königskrone auf dem Avers (1938)

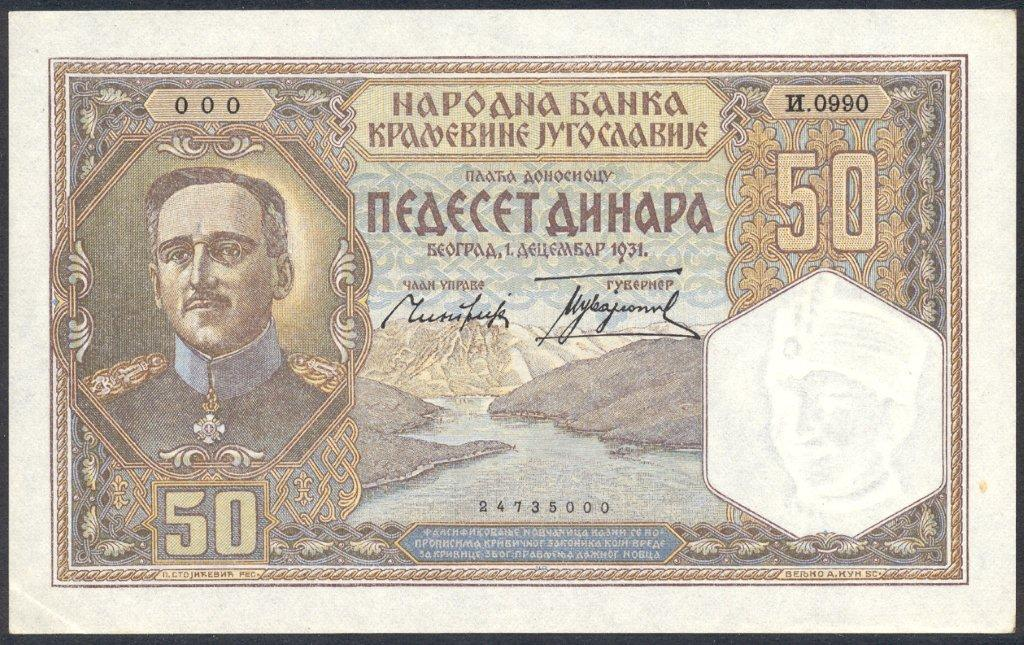
50-Dinar-Banknote mit dem Porträt König Alexanders (1931)

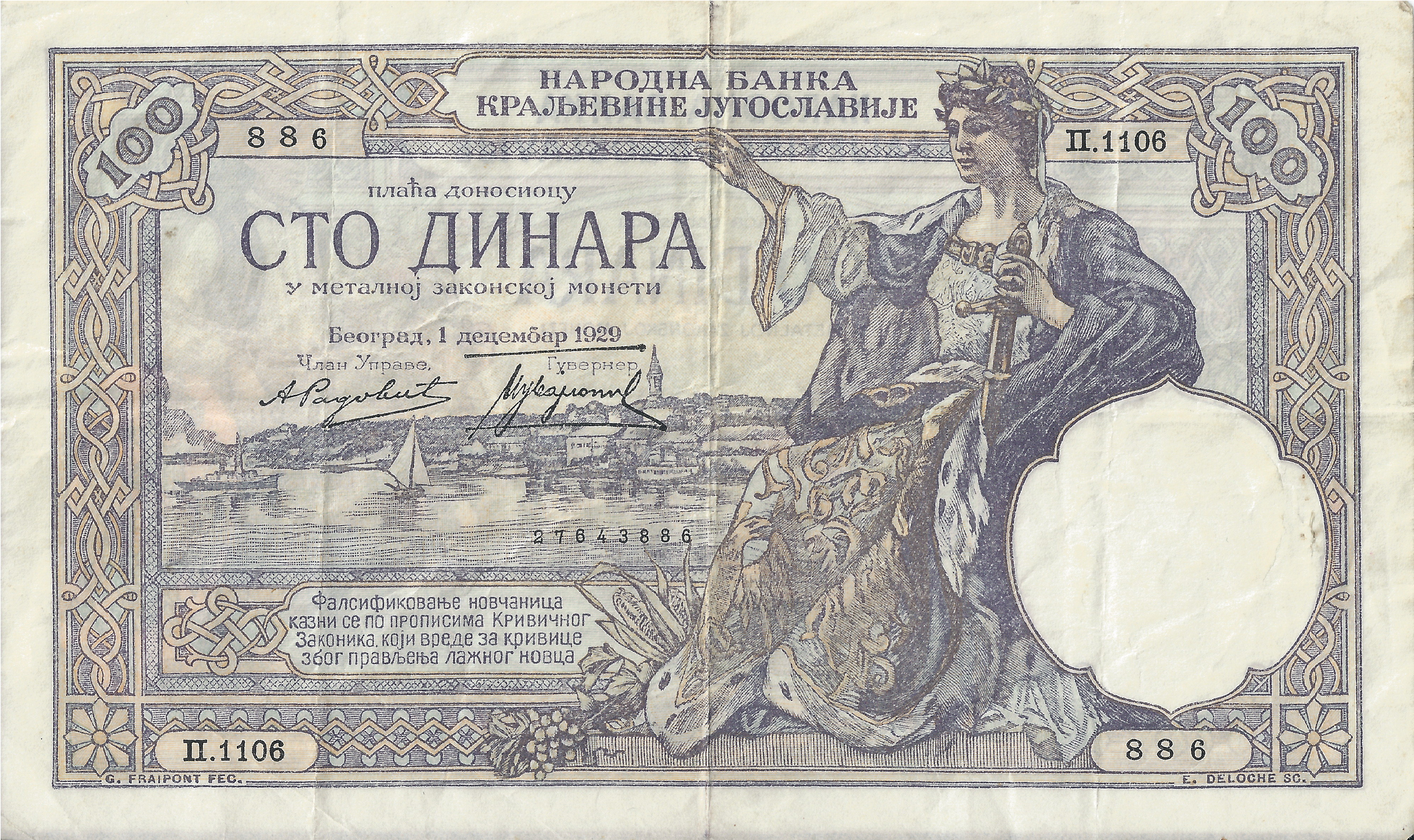
100-Dinar-Banknote von 1927

Die jugoslawische Währung wurde wie der bis 1920 gültige serbische Dinar nach der römischen Silbermünze Denarius benannt. Am 1. Januar 1966 wurde der Dinar reformiert; es wurden einfach zwei Nullen gestrichen, d. h. 100 „alte Dinar“ wurden 1 „Neuer Dinar“. Kurioserweise haben ältere Leute bis zum Zerfall Jugoslawiens in „alten Dinar“ gerechnet, sprich die Nullen wieder angehängt. Der Dinar war in den 1960er und 1970er Jahren für ein realsozialistisches Land eine sehr stabile Währung. Er hatte einen Wechselkurs 7:1 mit der Deutschen Mark, gab aber in den 1980er Jahren, speziell nach dem Tod Titos, stark nach.
Grund für die hohe Inflation waren vor allem die zunehmend negative Zahlungsbilanz und Auslandsverschuldung der jugoslawischen Wirtschaft bzw. Regierung, wodurch zunehmender Druck auf den Wechselkurs (und somit die Importpreise) ausging. Die Inflationstendenz wurde durch die Indexierung der Einkommen in der Industrie in Form einer Lohn-Preis-Spirale zusätzlich verstärkt, was wiederum weitere Abwertungen der Währung zur Folge hatte und somit einen zirkulären Prozess in Gang setzte. Dieser konnte bis zur Auflösung der jugoslawischen Föderation von der Regierung, wie auch der jugoslawischen Nationalbank, der Narodna Banka Jugoslavije, nicht aufgehalten werden.
Nach dem Zerfall Jugoslawiens wurde der Dinar nur im Rumpfstaat, bestehend aus den Teilrepubliken Serbien und Montenegro, beibehalten. Montenegro führte jedoch 1999 die Deutsche Mark als Parallelwährung ein und machte sie ein Jahr später sogar zur einzig gültigen Landeswährung. Die wieder galoppierende Inflation wurde mehrmals mit Hilfe von Reformen zu bändigen versucht:
- am 1. Januar 1990: 10.000 Neue Dinar = 1 Konvertibler Dinar
- am 1. Juli 1992: 10 (Konvertible) Dinar der Sozialistischen Föderativen Republik Jugoslawien = 1 Dinar der Bundesrepublik Jugoslawien
- am 1. Oktober 1993: 1.000.000 (alte) Dinar = 1 (neuer) Dinar
- am 1. Januar 1994: 1.000.000.000 (alte) Dinar = 1 (neuer) Dinar
- am 22. Juli 1994: 12.000.000 (alte) Dinar = 1 Neuer Dinar (auch amtlich als Novi Dinar bezeichnet)

Daraus ergibt sich, dass ein neuer Dinar von 1994 ('Novi Dinar') 1.200.000.000.000.000.000.000.000.000 (oder 1,2·1027 bzw. 1,2 Quadrilliarden) alten Dinar von vor 1990 entsprach.
Die ehemaligen Teilrepubliken Slowenien und Kroatien führten mit kurzfristig im Umlauf befindlichen Übergangsserien eigener Gestaltung den slowenischen Tolar bzw. die kroatische Kuna (zuvor kroatischer Dinar, 1991–1993) als Nachfolger des Jugoslawischen Dinars ein.
 Die auf kroatischem Staatsgebiet kurzzeitig existierende Republik Serbische Krajina gab einen Dinar (Krajina-Dinar) heraus, dessen Banknoten ab 1992 im Umlauf waren. Diese Währung verfiel der Inflation und hatte im Jahr 1993 einen 10-Milliarden-Schein. Noch im selben Jahr wurde eine Währungsreform durchgeführt, die sich in einer neugestalteten Banknotenserie (Abbildung der Festung von Knin) darstellte. Auch dabei ergab sich ein höchster Nominalwert mit einer 50-Milliarden-Dinar-Banknote. Eine zweite Währungsreform im Jahre 1994 konnte die weitere Inflation nicht aufhalten.
Die Republik Mazedonien legte sich bereits mit einer Übergangsausgabe der Nationalbank (НАРОДНА БАНКА НА МАКЕДОНИJА) auf den Mazedonischen Denar fest.
In Bosnien und Herzegowina blieb es über mehrere Jahre beim Dinar (Bosnischer Dinar), der zunächst 1992 mit zwei Überdruckausgaben auf Jugoslawischem Dinar (Nominale: 500, 1000) und im selben Jahr einer einfach gestalteten Übergangsserie (Novčani Bon / НОВЧАНИ БОН) begann, dann mit einer neuen Serie (1992–1993) ersetzt wurde, die wegen starker Inflation weitere Ausgaben erlebte. 1998 legte sich das Land auf die nationale Währung Konvertible Mark fest. Die Währung war fest an die D-Mark gekoppelt und seit der Euro gesetzliches Zahlungsmittel ist, an diesen. Der serbische Landesteil von Bosnien und Herzegowina begann 1992 mit einer eigenen Dinar-Serie, die ebenso einer starken Inflation unterlag.
2003 wurde der Jugoslawische Dinar in Serbien durch den serbischen Dinar und in Montenegro durch den Euro abgelöst.

## Beschreibung
Charakteristisch für die Dinar-Banknoten des sozialistischen Jugoslawien war, dass sie in der Regel nicht wie bei anderen Währungen Prominente die Geldscheine zierten, sondern anonyme Personen wie Arbeiter, Bäuerinnen oder Gegenstände wie Schiffe und Denkmäler.

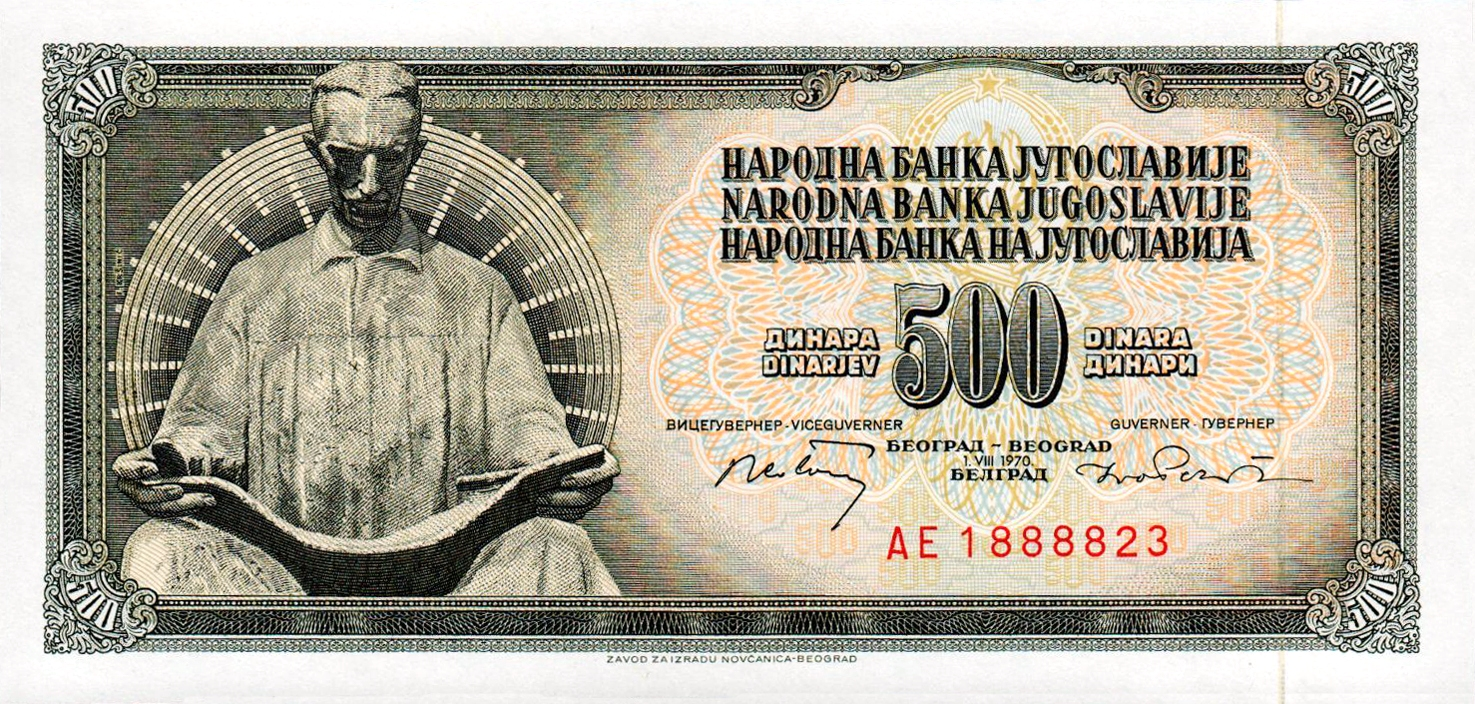
500-Dinar-Banknote mit der Abbildung des von Frano Kršinić geschaffenen Denkmals von Nikola Tesla (1981)

Die 1965 bis 1970 ausgegebenen Noten zeigen:
- 5 Dinar: Bäuerin
- 10 Dinar: Arbeiter nach einem Foto von Arif Heralić
- 50 Dinar: Denkmal in Serbien
- 100 Dinar: „Friedensreiter“
- 500 Dinar: Denkmal von Nikola Tesla

Auch später ausgegebene Noten bzw. Fantasieentwürfe reihen sich in dieses Schema ein:
- 1 Dinar: Frau in Tracht
- 3 Dinar: Soldaten
- 20 Dinar: Schiff
- 1000 Dinar: Bäuerin

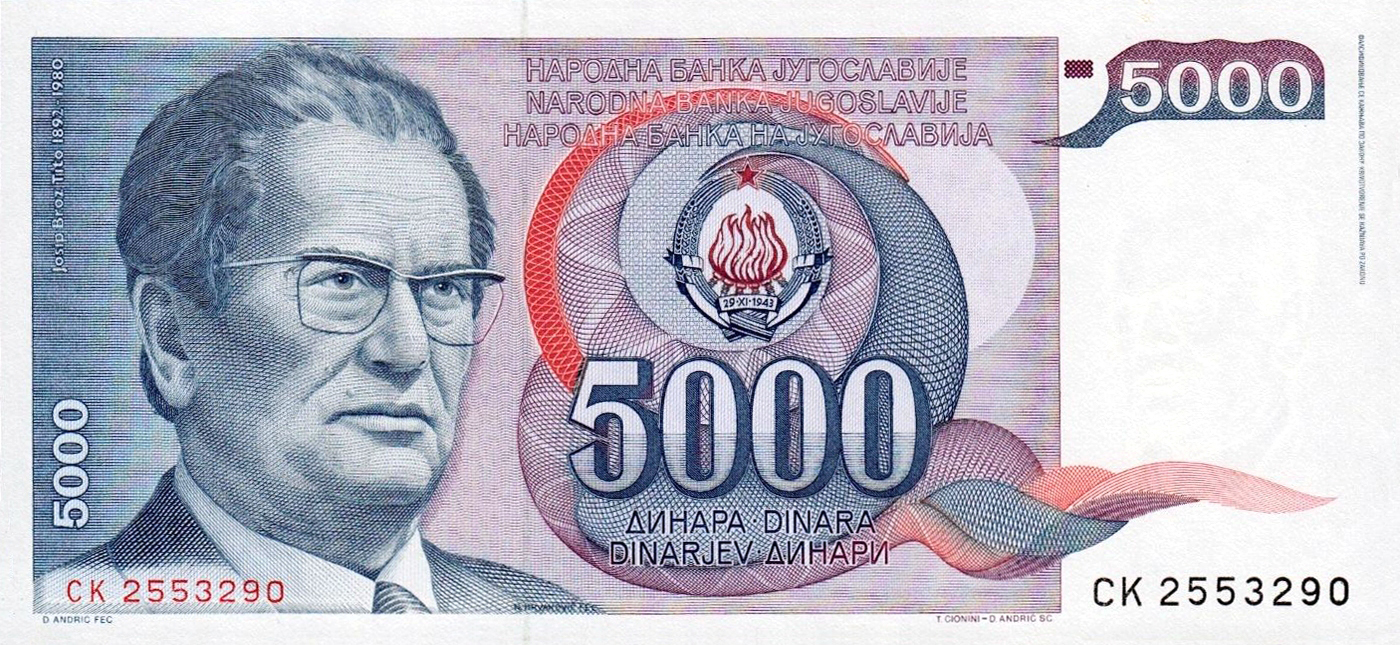
5000-Dinar-Banknote mit dem Porträt Josip Broz Titos (1985)

Diese Tradition sollte mit der Einführung der 5.000-Dinar-Note und 10.000-Dinar-Note gebrochen werden; erstere zierte 1986 das Konterfei von Josip Broz Tito. Die letztere sollte 1986 den Serben Vuk Stefanović Karadžić zeigen. Da dieses Porträt wegen der Rivalitäten zwischen den Teilstaaten nicht ausgegeben wurde, wurde ab 1987 mit dem 20.000-Dinar-Schein wieder auf unbekannte bzw. anonyme Personen zurückgegriffen. Erst als die Narodna Banka Jugoslavije faktisch nur noch für Serbien zuständig war, bildete man bekannte Personen ab.

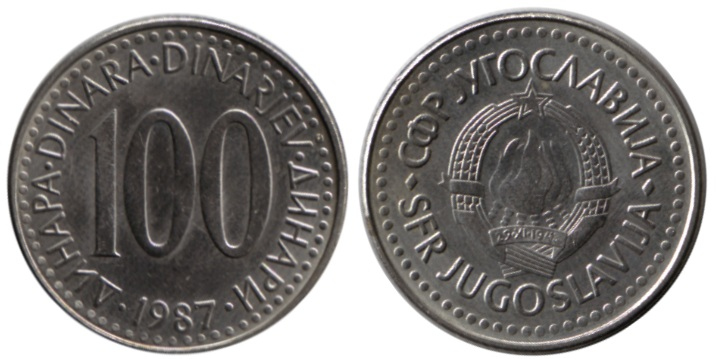
100-Dinar-Münze mit dem Wappen Jugoslawiens auf dem Avers (1987)

Auf allen Dinarmünzen wurde auf die Vorderseite der Geldwert geprägt, auf die Rückseite das Staatswappen der SFR Jugoslawien, bestehend aus Korn-Ähren, Flammen, Stern und dem Gründungsdatum des Staates, 29. November 1943, zum Gedenken an den Antifaschistischen Rat zur Volksbefreiung Jugoslawiens.